# Georg Claes Schröder
Georg (Göran/Jöran) Claes (Klas) Schröder, född 9 augusti 1713 i Göteborg, död 12 januari 1773 i Karlstad, biskop i Karlstads stift. 

## Biografi
Georg Claes Schröder var son till biskopen i Kalmar stift Herman Schröder (1676–1744) och bror till biskopen i Kalmar stift Karl Gustav Schröder (1717–1789). Far till Elis Schröderheim (1747–1795) och biskopen i Karlstad Herman Schröderheim (1749–1802).
Han blev 1739 lektor vid Kalmar gymnasium samt förordnades 1742 till hovpredikant och 1748 till överhovpredikant och 1751 tillika till pastor primarius i Stockholm. Samma år blev han kronprinsens och 1753 arvprinsarnas lärare i teologi. Från sin befattning som överhovpredikant entledigades han 1756. Schröder utnämndes 1770 till superintendent i Karlstads stift och 1772 till biskop där. Från 1752 var han vid riksdagarna ledamot av prästeståndet, i vars överläggningar han ivrigt deltog. Dessutom användes han mycket i kommunala värv. Schröder blev 1752 teologie doktor. Ledamot av Samfundet Pro Fide et Christianismo.
Hans barn adlades 1759 (för faderns förtjänster) med namnet Schröderheim. Detta (ofta förekommande) förfarande syftade till att hedra fadern, men möjliggöra för honom att fortsätta att vara ledamot av prästeståndet.